# Yasunari Akiyama
Yasunari Akiyama (jap. 秋山安成 Akiyama Yasunari; ur. 11 marca 1948 w prefekturze Hiroszima) – japoński zapaśnik walczący w stylu klasycznym. Olimpijczyk z Montrealu 1976, gdzie odpadł w eliminacjach w kategorii 100 kg.
Piąty na mistrzostwach świata w 1973, odpadł w drugiej rundzie w 1974 i 1975 roku.